# Cheval-fondu
 (février 2018).
Si vous disposez d'ouvrages ou d'articles de référence ou si vous connaissez des sites web de qualité traitant du thème abordé ici, merci de compléter l'article en donnant les références utiles à sa vérifiabilité et en les liant à la section « Notes et références ».

Le cheval-fondu, également écrit cheval fondu, est un jeu sportif très ancien.
Le site «Jocari | Jeux et jouets antiques, médiévaux et renaissants» est très documenté sur ce jeu
Le livre Jeux des adolescents de Monsieur Guillaume-Louis-Gustave Bélèze en donne les règles aux pages 15, 16 et 17. Ce livre édité en 1856 par la Librairie Hachette a été réimprimé depuis.

## Origine incertaine
Dans les civilisations où le cheval tient une grande place, les enfants s'élancent et en s'appuyant sur la croupe de l'animal arrivent successivement à s'installer à califourchon, à plusieurs sur son dos, à trois par exemple.
À l'instar de l'activité précédente, dans le jeu du cheval fondu, une équipe joue le rôle du cheval et l'autre le rôle des cavaliers.

## Pourquoi « fondu »?
D'après le dictionnaire Littré : « Cheval fondu s'est dit, dans l'ancienne langue, du cheval qui s'est abattu : Le cheval...joignit les quatre piedz et saillit bien quinze piedz ainsi comme pour saillir en l'eaue; et quant le cheval trouva de ses piedz la terre dure, qui cuydoit trouver l'eaue, il va cheoir sur ses piedz de coup de meschef et fondit jusques à terre; et quant le roy vit son cheval fondu, il regarde bas, et lui fut advis qu'il estoit en une rivière. »

## Règles du jeu
Le cheval fondu se joue avec deux équipes de 4, 5 ou 6 joueurs. Avec davantage de participants le jeu devient impossible par manque de place sur le dos du cheval.
L'équipe du cheval choisit un de ses joueurs, en général le moins robuste qui debout, s'adosse contre un mur, un arbre... et place ses mains comme s'il voulait faire la courte échelle. Un coéquipier incline le buste presque horizontalement, appuie son front sur les mains de son camarade qui vient de s'adosser puis écarte un peu les jambes. Un troisième joueur de la même équipe se baisse, place sa nuque contre le postérieur du second et enserre avec ses bras les jambes de celui sur lequel il appuie sa tête. Le quatrième fait comme le troisième, le cinquième comme le quatrième et ainsi de suite jusqu'à ce que tous les joueurs de l'équipe forment un long support avec leurs dos, une sorte de mêlée de rugby linéaire, qui constitue le dos d'un cheval imaginaire.
L'autre équipe, les cavaliers, se place derrière une ligne à quelques mètres de l'installation constituée par la première équipe. Le cavalier supposé être le meilleur pour sauter s'élance le premier et saute à califourchon le plus loin possible sur le dos du cheval pour laisser derrière lui le plus de place possible afin que ses coéquipiers puissent retomber assis sur le dos de ceux qui sont dessous. Le deuxième fait de même et essaie de se placer juste derrière le premier qui a sauté et ainsi de suite jusqu'à ce que le cheval supporte toute l'équipe adverse.

## Buts du jeu
- Pour le cheval :
  - Vu l'épreuve physique que constitue pour les joueurs le fait de recevoir sur le dos des adversaires qui se laissent choir de tout leur poids, leur but pour eux est de devenir cavaliers. Pour cela le cheval ne doit pas fondre, ancienne signification qui veut dire s'effondrer. S'ils parviennent à tenir et même à faire tomber les cavaliers en s'ébrouant, les adversaires prendront leur place.

- Pour les cavaliers :
  - Bien tomber à califourchon pour ne pas perdre l'équilibre, sauter assez loin pour que toute l'équipe puisse tenir, ne pas poser les pieds à terre lorsqu'on est sur le dos du cheval et ne pas parler malgré les provocations du cheval qui peut dire par exemple à un cavalier : "Tu as posé le pied" et l'autre de répondre "Non" ce qui fait perdre son équipe.

## En bref
Ce jeu semble avoir disparu ; il a été parfois interdit des cours de récréation parce qu'il était la cause d'accidents musculaires.
Ce jeu était réservé aux garçons et avec l'apparition de la mixité dans les établissements scolaires certains jeux ont disparu pour laisser la place à d'autres.
L'industrialisation et la mondialisation ont précipité dans l'oubli beaucoup de jeux traditionnels qui n'exigeaient ni argent, ni équipement standardisé au profit de jeux ayant une audience universelle.[réf. nécessaire]

## Citations
- Dans le roman d'Anatole France, Petit Pierre, ce jeu est cité : « Moucherons, nous dit-il, est-ce que vous n'en avez pas assez de jouer au chat perché et au cheval fondu ? Changeons de jeu. »
- Du même auteur dans La Vie en fleur : « Ils dominaient dans les récréations ainsi que dans les classes et montraient, au cheval fondu et dans les parties de barres, la maîtrise que nous leur reconnaissions en thème grec et en discours latin »
- Trouvé dans les Œuvres de Rabelais par François Rabelais : « La jouoyt... au chevau fondu » - Gargantua, livre I, Chapter XXII
- Dans "Fanny", de Pagnol, Panisse reproche à César de l'avoir obligé à jouer à sèbe dans sa jeunesse à l'âge de 10 ans
- Ces quatre citations montrent l'importance qu'avait ce jeu dans la vie enfantine d'alors.

Fondu est un terme de marine qui signifie coulé à fond, enfoncé, abaissé. Dans le Languedoc, ce jeu se nomme cabalet de san Jorgi, c'est-à-dire le petit cheval de Saint George.
- Trouvé dans l'ouvrage Expressions familières du Languedoc et des Cévennes :

Crier sèbe, c'est "s'avouer vaincu, crier pouce", locution qui était initialement usitée au jeu du cheval fondu, quand le joueur qui prêtait le dos se déclarait fatigué. On peut rapprocher de cette expression l'occitan jugar a seba "jouer au cheval fondu". D'après Frédéric Mistral, "Dans la Flandre française, le jeu du cheval fondu est appelé "jeu de l'ognon", traduction du provençal cebo qu'on a pris pour sebo. Cela prouverait que ce jeu est originaire du midi".
- Dans La Cathédrale (Paris, Stock, 1898, p. 34) de Joris-Karl Huysmans, on trouve une curieuse allusion à ce jeu enfantin, qui permet de décrire la traditionnelle représentation de la typologie médiévale qui montre, dans les vitraux de Chartres, les évangélistes juchés sur les épaules des quatre principaux prophètes de l'Ancien Testament : "C'était [la Vierge] aussi à l’extrémité du transept Sud, faisant vis-à-vis à sainte Anne, Elle, grandie, devenue Mère à son tour, environnée de quatre figures énormes portant, ainsi qu'au jeu du cheval fondu, quatre petits personnages sur leurs épaules : les quatre grands prophètes qui avaient annoncé la venue du Messie, Isaïe, Jérémie, Daniel et Ezéchiel, soulevant les quatre Evangélistes, exprimant naïvement ainsi le parallélisme des deux Testaments, l'appui que prête à la Nouvelle Loi, l'Ancienne."

Dans le domaine militaire, on peut également avoir des témoignages attestant de l’utilisation de certains jeux traditionnels tels que le cheval fondu dans « Gymnastique Pratique » de Napoléon Laisné publié en 1850. Ici, il y fait référence dans son chapitre sur les exercices sans charge ni matériel et le cite parmi d’autres jeux et pratiques plus sportives telles que la danse, la natation, la boxe et la savate.

## Représentations

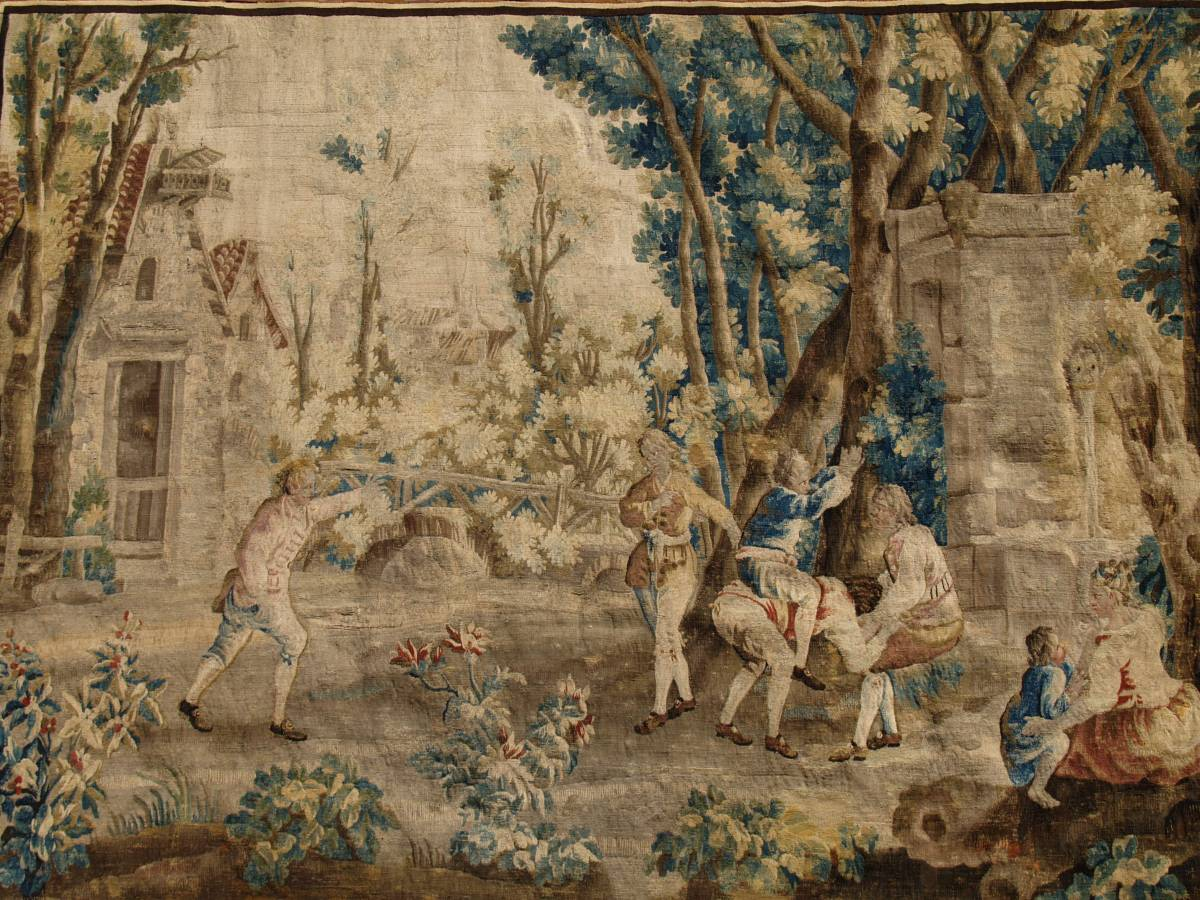
Les Amusements Champêtres: Le cheval fondu par la Manufacture de Beauvais d'après les cartons de Jean-Baptiste Oudry
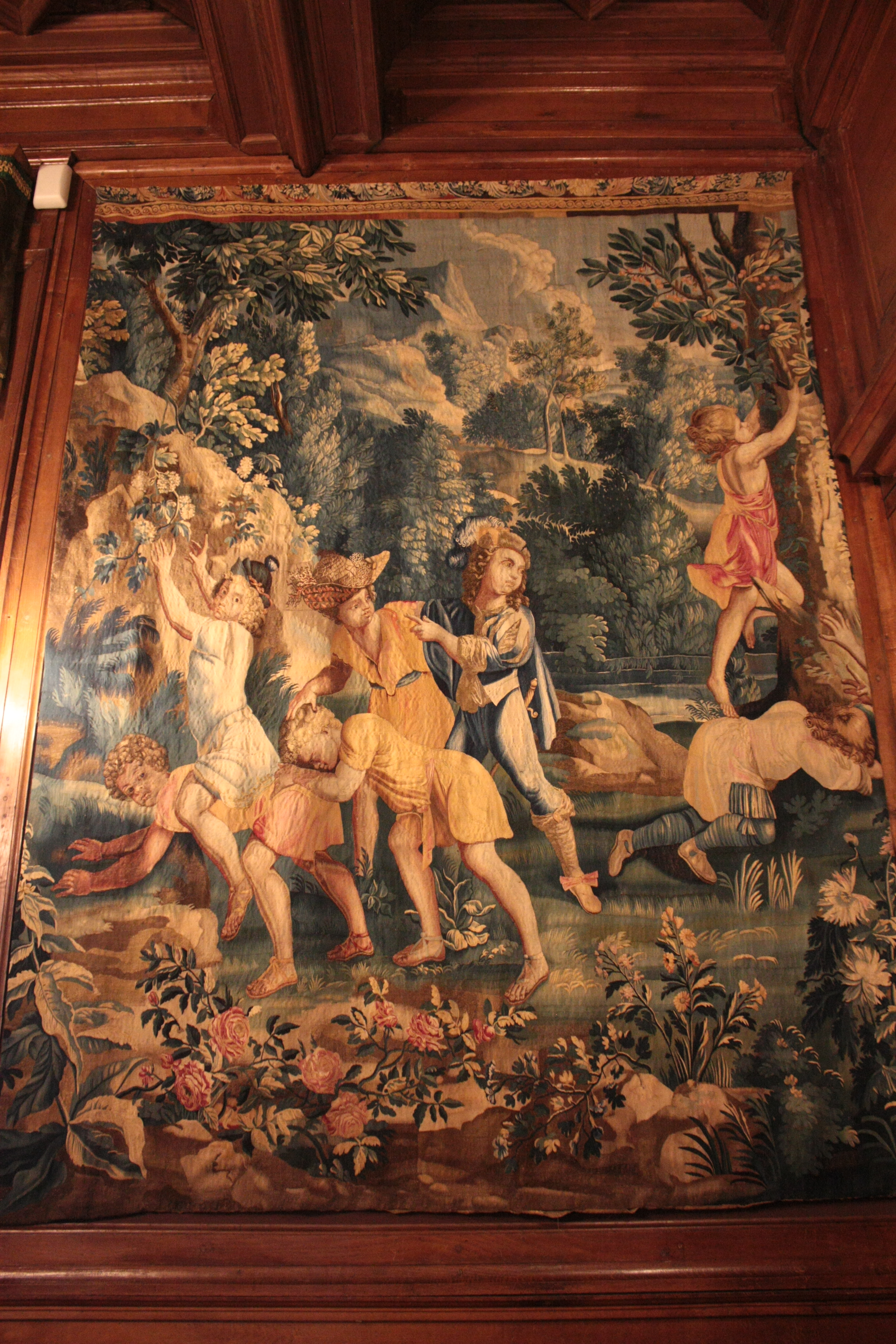
Michel Corneille l'Ancien, Jeux d'enfants : Cheval fondu, Tapisserie des Gobelins, 2e moitié du XVIIe siècle, Musée national du château de Pau
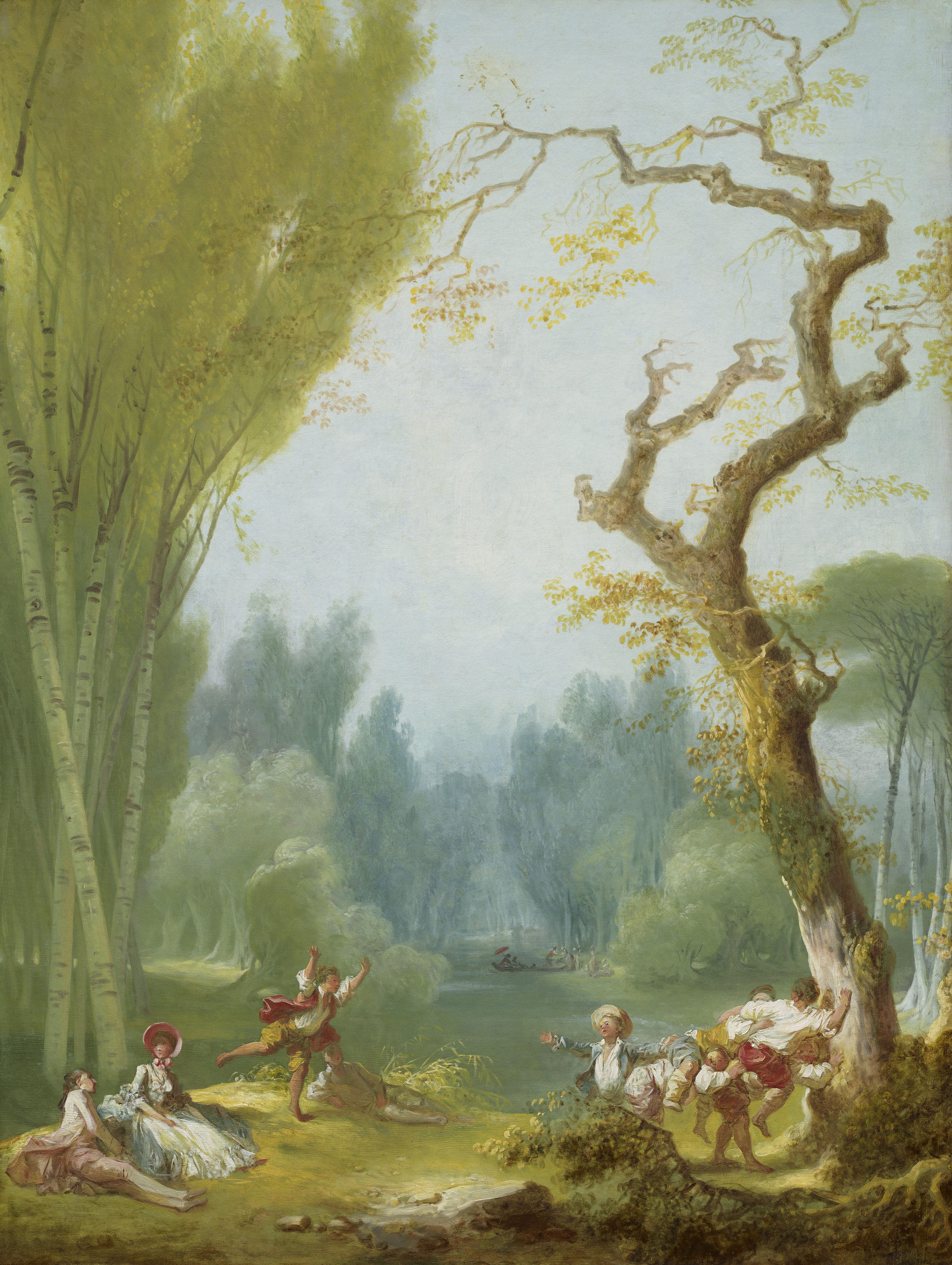
Jean Honoré Fragonard. Le jeu du cheval fondu
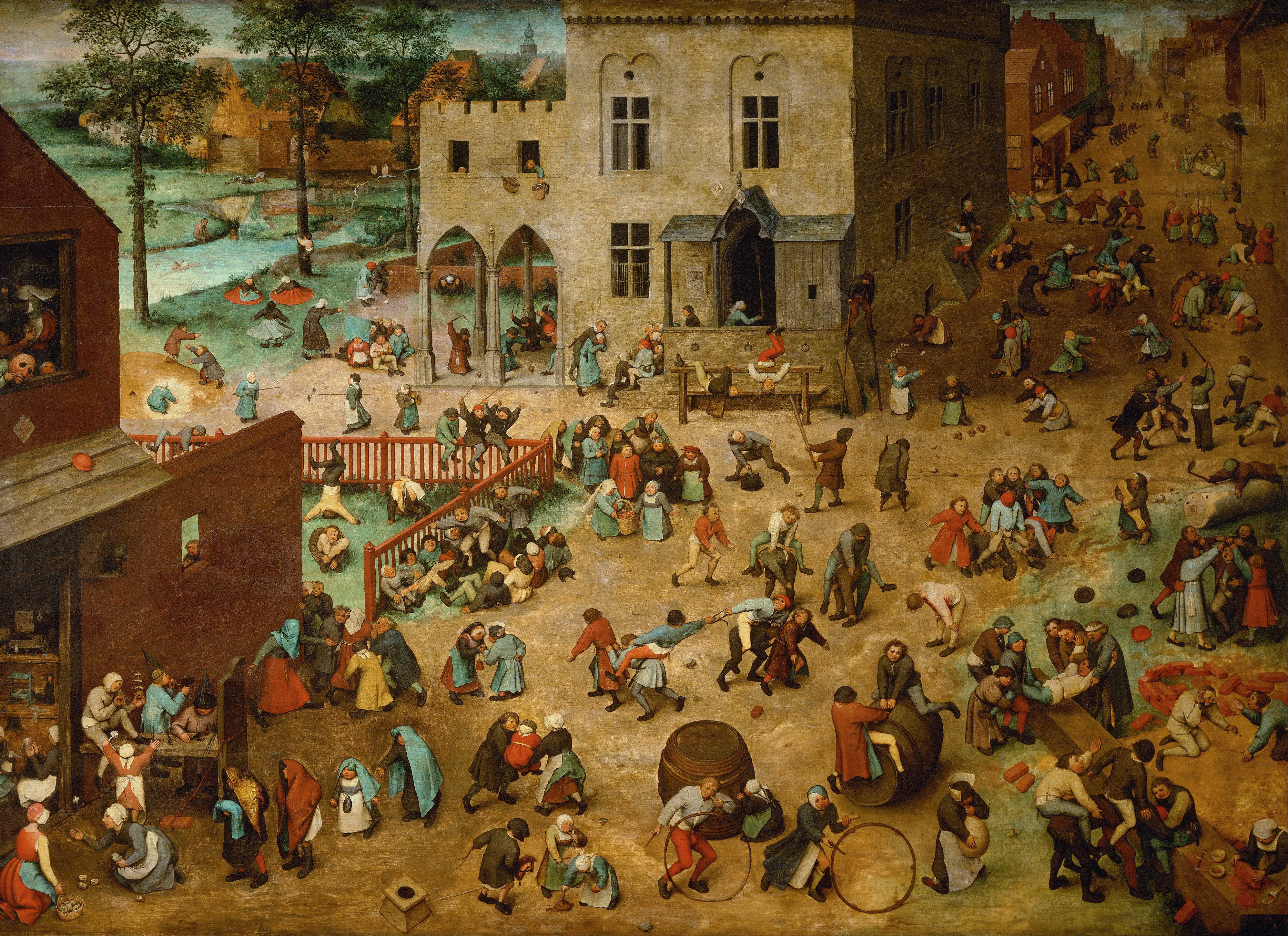
Pieter Bruegel l'Ancien - Les jeux d'enfants
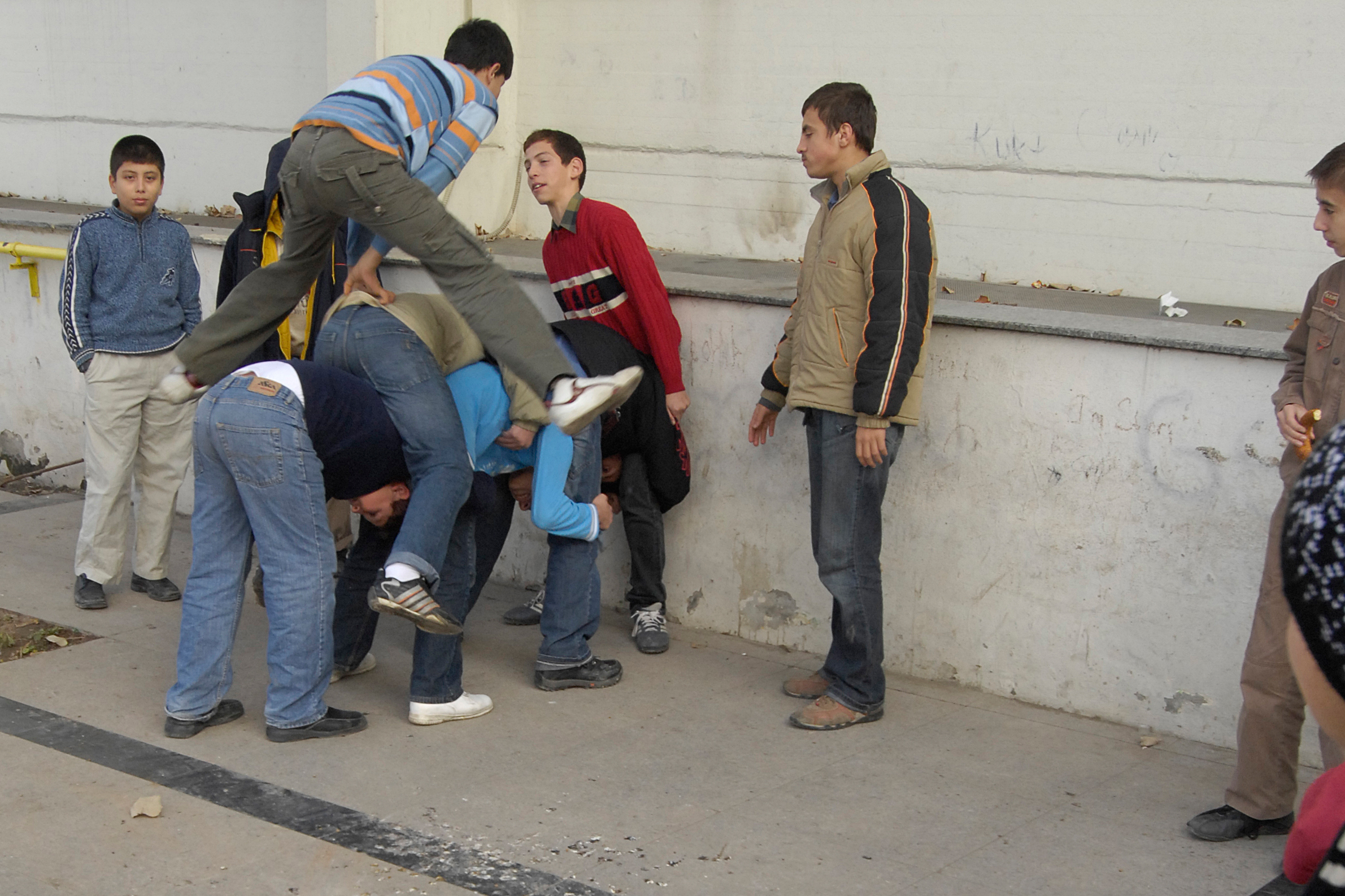
Uzun eşek en Turquie
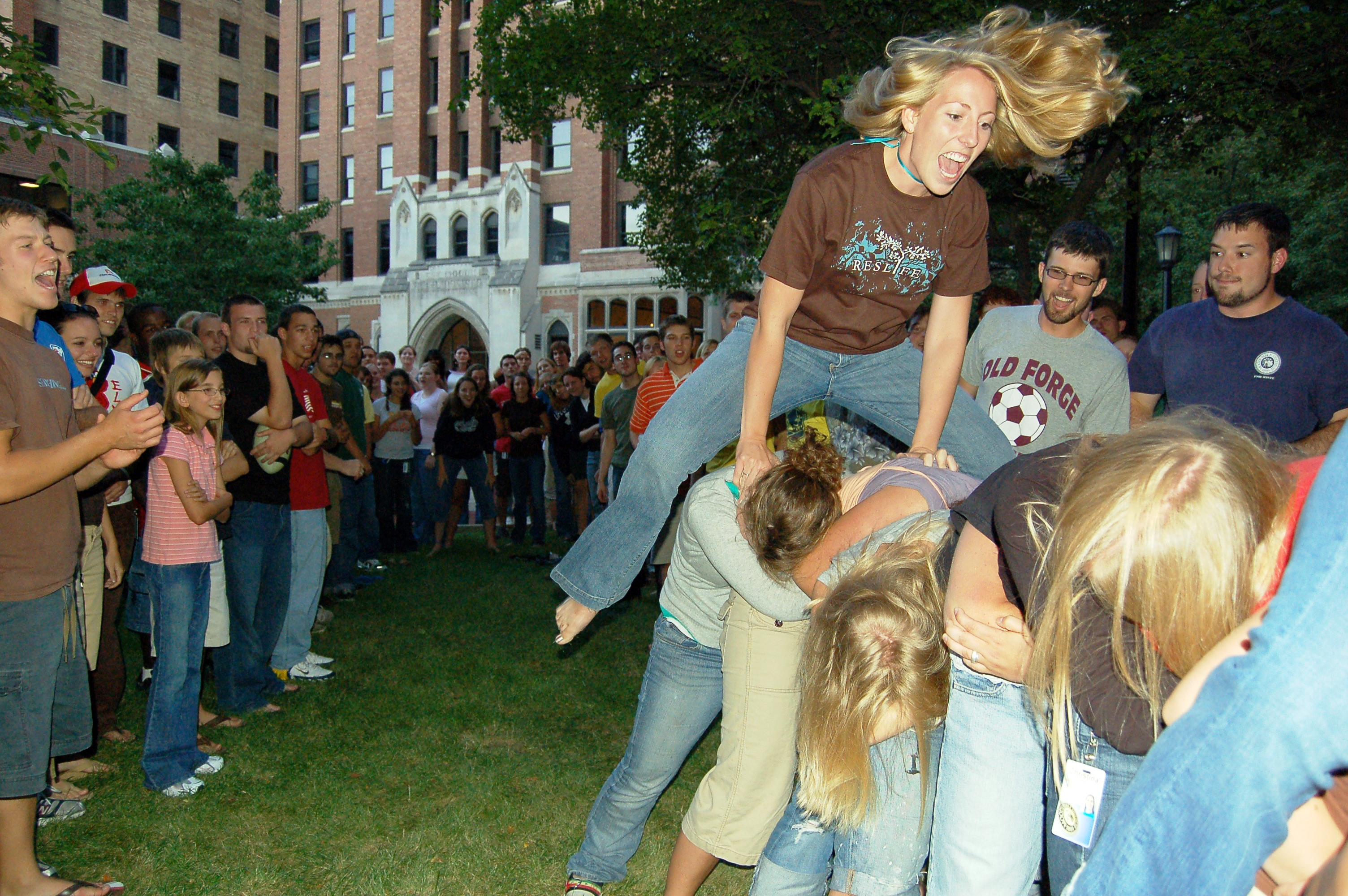
Buck buck au Royaume-Uni

- Le tableau de Nicolas Lancret, Le Cheval fondu[2], montre des enfants en train de jouer. Plusieurs versions existent dont celle exposée à la Galerie Meier (78000 Versailles).
- Dans le film Rouslan et Ludmila d'Alexandre Ptouchko, dans le camp des Petchenègues, on voit, au second plan, des jeunes gens jouer à ce jeu.
- Sur la tapisserie de Beauvais d'après un carton de Jean-Baptiste Oudry, Les Amusements Champêtres: le cheval fondu.
- Sur la tapisserie de Michel Corneille l'Ancien, Les Jeux d'enfants. Enfants jouant au cheval fondu.
- Dans le tableau de Pieter Brueghel l'Ancien, Les Jeux d'enfants datant de 1560, dans l'angle inférieur droit, on voit 5 garçonnets jouer à ce jeu. Cette représentation est plus explicite que celles figurant sur les tapisseries.
- Le tableau de Jean Honoré Fragonard, Le Cheval fondu, montre des enfants, dont l'un semble s'élancer, en train de jouer à ce jeu dans ce qui semble être un parc.
- On trouve dans le site des Ressources numériques en histoire de l'éducation mis dans les liens externes une gravure anonyme bien explicite.
- Six enfants ont été filmés en train d'y jouer. On peut voir cette très courte séquence  au bout de plus ou moins vingt minutes et 48 secondes, dans le documentaire «Le Procès de Lady Chatterley». Six enfants se font filmer: deux appuyés contre un mur, deux courbés et deux sautant sur leur dos.